# Aeinautai
Los aeinautai (en griego antiguo: Ἀειναῦται / Aeinautai, de aeí «siempre» y naûtai «navegantes», «los que siempre navegan») eran magistrados de Mileto.
Cuando tenían que deliberar sobre alguna cosa importante relativa a la polis (Estado), pasaban a bordo de una embarcación y se hacían a la vela apartándose mucho de las costas y permanecían en alta mar hasta que habían discutido la materia y resuelto lo que había de hacerse. De este uso singular tomaron el nombre de enautas, acinautas, es decir, que están siempre sobre el mar o en el mar.
Según Plutarco, eran los jefes de una facción llamada Ilitis, a causa de su riqueza y, según otros autores, Ilontí, por los numerosos barcos de que disponía. Los aeinautai derribaron la antigua monarquía en el siglo VI a. C..